# 카라 지
카라 지(Cara Gee)는 캐나다의 배우이다.

## 출연 작품

### 영화
- 엠파이어 오브 더트 (2013)
- Trouble in the Garden (2018)
- 콜 오브 와일드 (2020)

### 텔레비전 드라마
- 더 익스팬스 (2017-22)
- 2050: 벼랑 끝 인류 (2023)